# Temporada da NFL de 1973
A Temporada de 1973 da NFL foi a 54ª temporada regular da National Football League. Durante essa temporada, O.J. Simpson se tornou o primeiro running back a alcançar 2 mil jardas terrestres. A temporada terminou no Super Bowl VIII quando o Miami Dolphins derrotou o Minnesota Vikings.

## Mudanças na temporada

### Sistema de numeração das camisas
- É oficialmente adotado pela liga um sistema para números nas camisas dos jogadores (jogadores que jogavam até a temporada de 1972, lhes foi permitido manter o número das camisas):
  - 1-19: Quarterbacks e especialistas
  - 20-49: Running backs e defensive backs
  - 50-59: Centers e linebackers
  - 60-79: Homens de linha defensiva e de linha ofensiva que não seja centers
  - 80-89: Wide receivers e tight ends
  - Números 0, 00 e 90-99 não são mais permitidos, mesmo esses números sendo pouco usados. Números 90-99 seriam liberados novamente em 1984 para jogadores de linha defensiva e linebackers.

### Mudanças nas regras
- Jogadores de defesa não podem mais pular ou se apoiar num companheiro para tentar bloquear um chute.
- O relógio só começa a andar no snap depois de uma troca de posse de bola entre os times. Anteriormente, o relógio continuava a andar assim que os juízes colocavam a bola no chão.
- Se acontecer uma falta por um jogador de linha ofensiva e houver uma mudança na posse da bola entre os times, o período pode ser estendido por mais uma jogada.
- Se o time que está prestes a receber a bola num chute cometer uma falta, o time mantém a posse de bola; anteriormente a bola ia para o outro time.

## Corrida pela divisão
De 1970 até 2002, haveria três divisões (Eastern, Central e Western) em cada conferência. O vencedor de cada divisão e um quarto time vindo do "wild card" (repescagem) iriam para os playoffs. O desempate seria o confronto direto, seguido por campanha contra adversários da mesma divisão, adversários em comum e da conferência.

### National Football Conference
| Semana | Eastern           |        | Central   |        | Western     |        | Repescagem        |        |
| ------ | ----------------- | ------ | --------- | ------ | ----------- | ------ | ----------------- | ------ |
| 1      | 4 times           | 1-0-0  | 2 times   | 1-0-0  | 2 times     | 1-0-0  | 5 times           | 1-0-0  |
| 2      | Empate (Dal, StL) | 2-0-0  | MINNESOTA | 2-0-0  | LOS ANGELES | 2-0-0  | Empate (Dal, StL) | 2-0-0  |
| 3      | DALLAS            | 3-0-0  | MINNESOTA | 3-0-0  | LOS ANGELES | 3-0-0  | ST. LOUIS         | 2-1-0  |
| 4      | WASHINGTON*       | 3-1-0  | MINNESOTA | 5-0-0  | LOS ANGELES | 4-0-0  | DALLAS            | 3-1-0  |
| 5      | WASHINGTON        | 4-1-0  | MINNESOTA | 5-0-0  | LOS ANGELES | 5-0-0  | DALLAS            | 3-2-0  |
| 6      | WASHINGTON        | 5-1-0  | MINNESOTA | 6-0-0  | LOS ANGELES | 6-0-0  | DALLAS            | 4-2-0  |
| 7      | WASHINGTON        | 5-2-0  | MINNESOTA | 7-0-0  | LOS ANGELES | 6-1-0  | DALLAS*           | 4-3-0  |
| 8      | WASHINGTON*       | 5-3-0  | MINNESOTA | 8-0-0  | LOS ANGELES | 6-2-0  | ATLANTA*          | 5-3-0  |
| 9      | WASHINGTON*       | 6-3-0  | MINNESOTA | 9-0-0  | LOS ANGELES | 7-2-0  | ATLANTA*          | 6-3-0  |
| 10     | WASHINGTON*       | 7-3-0  | MINNESOTA | 9-1-0  | LOS ANGELES | 8-2-0  | ATLANTA*          | 7-3-0  |
| 11     | WASHINGTON        | 8-3-0  | MINNESOTA | 10-1-0 | LOS ANGELES | 9-2-0  | ATLANTA           | 8-3-0  |
| 12     | WASHINGTON*       | 9-3-0  | MINNESOTA | 10-2-0 | LOS ANGELES | 10-2-0 | ATLANTA*          | 8-4-0  |
| 13     | DALLAS*           | 9-4-0  | MINNESOTA | 11-2-0 | LOS ANGELES | 11-2-0 | WASHINGTON        | 9-4-0  |
| 14     | DALLAS            | 10-4-0 | MINNESOTA | 12-2-0 | LOS ANGELES | 12-2-0 | WASHINGTON        | 10-4-0 |

### American Football Conference
| Semana | Eastern           |        | Central     |        | Western     |       | Repescagem        |        |
| ------ | ----------------- | ------ | ----------- | ------ | ----------- | ----- | ----------------- | ------ |
| 1      | (Buf, Mia)        | 1-0-0  | (Cle, Pit)  | 1-0-0  | DENVER      | 1-0-0 | 2 times           | 1-0-0  |
| 2      | N.Y. JETS         | 1-1-0  | PITTSBURGH  | 2-0-0  | 4 times     | 1-1-0 | 7 times           | 1-1-0  |
| 3      | BUFFALO           | 2-1-0  | PITTSBURGH  | 3-0-0  | KANSAS CITY | 2-1-0 | 3 times           | 2-1-0  |
| 4      | Empate (Buf, Mia) | 3-1-0  | PITTSBURGH  | 4-0-0  | KANSAS CITY | 3-1-0 | Empate (Buf, Mia) | 3-1-0  |
| 5      | Empate (Buf, Mia) | 4-1-0  | PITTSBURGH  | 4-1-0  | KANSAS CITY | 3-1-1 | Empate (Buf, Mia) | 4-1-0  |
| 6      | MIAMI             | 5-1-0  | PITTSBURGH  | 5-1-0  | KANSAS CITY | 3-2-1 | CINCINNATI*       | 4-2-0  |
| 7      | MIAMI             | 6-1-0  | PITTSBURGH  | 6-1-0  | OAKLAND     | 4-2-1 | BUFFALO           | 5-2-0  |
| 8      | MIAMI             | 7-1-0  | PITTSBURGH  | 7-1-0  | OAKLAND     | 5-2-1 | BUFFALO           | 5-3-0  |
| 9      | MIAMI             | 8-1-0  | PITTSBURGH  | 8-1-0  | OAKLAND*    | 5-3-1 | KANSAS CITY*      | 5-3-1  |
| 10     | MIAMI             | 9-1-0  | PITTSBURGH  | 8-2-0  | KANSAS CITY | 6-3-1 | CLEVELAND         | 6-3-1  |
| 11     | MIAMI             | 10-1-0 | PITTSBURGH  | 8-3-0  | DENVER      | 6-3-2 | CLEVELAND         | 7-3-1  |
| 12     | MIAMI             | 11-1-0 | CINCINNATI* | 8-4-0  | OAKLAND     | 7-4-1 | PITTSBURGH        | 8-4-0  |
| 13     | MIAMI             | 11-2-0 | CINCINNATI* | 9-4-0  | OAKLAND     | 8-3-1 | PITTSBURGH        | 9-4-0  |
| 14     | MIAMI             | 12-2-0 | CINCINNATI* | 10-4-0 | OAKLAND     | 9-4-1 | PITTSBURGH        | 10-4-0 |

## Classificação
V = Vitórias, D = Derrotas, E = Empates, PCT = porcentagem de vitórias, PF= Pontos feitos, PS = Pontos sofridos
 x  - marca os times classificados pelo wild card (repescagem),  y  - marca os times que levaram o titulo de suas divisões
| AFC East              |    |    |   |      |     |     |
| Time                  | V  | D  | E | PCT  | PF  | PS  |
| y-Miami Dolphins      | 12 | 2  | 0 | .857 | 343 | 150 |
| Buffalo Bills         | 9  | 5  | 0 | .643 | 259 | 230 |
| New England Patriots  | 5  | 9  | 0 | .357 | 258 | 300 |
| New York Jets         | 4  | 10 | 0 | .286 | 240 | 306 |
| Baltimore Colts       | 4  | 10 | 0 | .286 | 226 | 341 |
| AFC Central           |    |    |   |      |     |     |
| Time                  | V  | D  | E | PCT  | PF  | PS  |
| y-Cincinnati Bengals  | 10 | 4  | 0 | .714 | 286 | 231 |
| x-Pittsburgh Steelers | 10 | 4  | 0 | .714 | 347 | 210 |
| Cleveland Browns      | 7  | 5  | 2 | .571 | 234 | 255 |
| Houston Oilers        | 1  | 13 | 0 | .071 | 199 | 447 |
| AFC West              |    |    |   |      |     |     |
| Time                  | V  | D  | E | PCT  | PF  | PS  |
| y-Oakland Raiders     | 9  | 4  | 1 | .679 | 292 | 175 |
| Kansas City Chiefs    | 7  | 5  | 2 | .571 | 231 | 192 |
| Denver Broncos        | 7  | 5  | 2 | .571 | 354 | 296 |
| San Diego Chargers    | 2  | 11 | 1 | .179 | 188 | 386 |

| NFC East              |    |    |   |      |     |     |
| Time                  | V  | D  | E | PCT  | PF  | PS  |
| y-Dallas Cowboys      | 10 | 4  | 0 | .714 | 382 | 203 |
| x-Washington Redskins | 10 | 4  | 0 | .714 | 325 | 198 |
| Philadelphia Eagles   | 5  | 8  | 1 | .393 | 310 | 393 |
| St. Louis Cardinals   | 4  | 9  | 1 | .321 | 286 | 365 |
| New York Giants       | 2  | 11 | 1 | .179 | 226 | 362 |
| NFC Central           |    |    |   |      |     |     |
| Time                  | V  | D  | E | PCT  | PF  | PS  |
| y-Minnesota Vikings   | 12 | 2  | 0 | .857 | 296 | 168 |
| Detroit Lions         | 6  | 7  | 1 | .464 | 271 | 247 |
| Green Bay Packers     | 5  | 7  | 2 | .429 | 202 | 259 |
| Chicago Bears         | 3  | 11 | 0 | .214 | 195 | 334 |
| NFC West              |    |    |   |      |     |     |
| Time                  | V  | D  | E | PCT  | PF  | PS  |
| y-Los Angeles Rams    | 12 | 2  | 0 | .857 | 388 | 178 |
| Atlanta Falcons       | 9  | 5  | 0 | .643 | 318 | 224 |
| San Francisco 49ers   | 5  | 9  | 0 | .357 | 262 | 319 |
| New Orleans Saints    | 5  | 9  | 0 | .357 | 163 | 312 |

### Desempate
- N.Y. Jets terminou à frente de Baltimore na AFC East baseado num melhor retrospecto no confronto direto (2-0).
- Cincinnati terminou à frente de Pittsburgh na AFC Central baseado em uma melhor campanha dentro da conferência (8-3 contra 7-4 do Steelers).
- Kansas City terminou à frente de Denver na AFC West baseado em uma melhor campanha dentro da divisão (4-2 contra 3-2-1 do Broncos).
- Dallas terminou à frente de Washington na NFC East por ter feito mais pontos em jogos contra adversários em comum (13 pontos).
- San Francisco terminou à frente de New Orleans na NFC West baseado em uma melhor campanha dentro da divisão (2-4 contra 1-5 do Saints).

## Playoffs
|  | Divisional Playoffs                   | Divisional Playoffs                |                                |    | Conf. Championship Games | Conf. Championship Games |  |  | Super Bowl VIII | Super Bowl VIII |
|  |                                       |                                    |                                |    |                          |                          |  |  |                 |                 |
|  | 22 de dezembro - Metropolitan Stadium |                                    |                                |    |                          |                          |  |  |                 |                 |
|  |                                       |                                    |                                |    |                          |                          |  |  |                 |                 |
|  | Washington Redskins                   | 20                                 |                                |    |                          |                          |  |  |                 |                 |
|  | Washington Redskins                   | 20                                 | 30 de dezembro - Texas Stadium |    |                          |                          |  |  |                 |                 |
|  | Minnesota Vikings                     | 27                                 |                                |    |                          |                          |  |  |                 |                 |
|  | Minnesota Vikings                     | 27                                 | Minnesota Vikings              | 27 |                          |                          |  |  |                 |                 |
|  | 23 de dezembro - Texas Stadium        |                                    | Minnesota Vikings              | 27 |                          |                          |  |  |                 |                 |
|  |                                       | Dallas Cowboys                     | 10                             |    |                          |                          |  |  |                 |                 |
|  | Los Angeles Rams                      | Dallas Cowboys                     | 10                             | 16 |                          |                          |  |  |                 |                 |
|  | Los Angeles Rams                      |                                    | 13 de janeiro – Rice Stadium   | 16 |                          |                          |  |  |                 |                 |
|  | Dallas Cowboys                        | 27                                 |                                |    |                          |                          |  |  |                 |                 |
|  | Dallas Cowboys                        | 27                                 | Minnesota Vikings              | 7  |                          |                          |  |  |                 |                 |
|  | 22 de dezembro - Oakland Coliseum     |                                    | Minnesota Vikings              | 7  |                          |                          |  |  |                 |                 |
|  |                                       | Miami Dolphins                     | 24                             |    |                          |                          |  |  |                 |                 |
|  | Pittsburgh Steelers                   | Miami Dolphins                     | 24                             | 14 |                          |                          |  |  |                 |                 |
|  | Pittsburgh Steelers                   | 30 de dezembro - Miami Orange Bowl |                                | 14 |                          |                          |  |  |                 |                 |
|  | Oakland Raiders                       | 33                                 |                                |    |                          |                          |  |  |                 |                 |
|  | Oakland Raiders                       | 33                                 | Oakland Raiders                | 10 |                          |                          |  |  |                 |                 |
|  | 23 de dezembro - Miami Orange Bowl    |                                    | Oakland Raiders                | 10 |                          |                          |  |  |                 |                 |
|  |                                       | Miami Dolphins                     | 27                             |    |                          |                          |  |  |                 |                 |
|  | Cincinnati Bengals                    | Miami Dolphins                     | 27                             | 16 |                          |                          |  |  |                 |                 |
|  | Cincinnati Bengals                    |                                    |                                | 16 |                          |                          |  |  |                 |                 |
|  | Miami Dolphins                        | 34                                 |                                |    |                          |                          |  |  |                 |                 |
|  | Miami Dolphins                        | 34                                 |                                |    |                          |                          |  |  |                 |                 |